# Beïnéou
Beïnéou (en kazakh : Бейнеу, en russe : Бейнеу) est une localité de l’oblys de Manguistaou à l’ouest du Kazakhstan, et le chef-lieu du district de Beïnéou.

## Démographie
Koulsary a vu sa population progresser fortement, passant de 14 299 (1979) à 32 452 habitants (2009) et comptant 40 344 âmes en 2012.

## Économie
La localité est passée de l’état de village à celui de ville dans les années 1970, à la suite de la découverte d’un champ de pétrole.

Elle dispose d’une gare, et à Kasura, plus au nord, la compagnie Chevron a installé une usine.

Une station de gazoduc se trouve à Beïnéou, à la frontière avec l’Ouzbékistan.